# Cerkiew św. Eliasza w Moskwie (Prieobrażenskoje)
Cerkiew św. Eliasza – prawosławna cerkiew w Moskwie, na terenie dawnej wsi Czerkizowo.
Cerkiew została wzniesiona na miejscu starszego prawosławnego obiektu sakralnego z 1370, który uległ zniszczeniu wskutek pożaru. Została oddana do użytku w 1690. Obydwie świątynie funkcjonowały przy letniej rezydencji metropolitów, następnie patriarchów i ponownie metropolitów moskiewskich – jako miejsce na jej budowę wybrał Czerkizowo jeszcze metropolita kijowski Aleksy.
Cerkiew od momentu budowy była stale czynna – nie została zamknięta nawet w ZSRR. Trafiały do niej ikony z burzonych cerkwi w sąsiednich kwartałach Moskwy. W czasie II wojny światowej ludność parafii św. Eliasza zebrała milion rubli na wsparcie radzieckiego lotnictwa, przekazała je Stalinowi i otrzymała w odpowiedzi telegram z podziękowaniem.
Współcześnie (XXI w.) cerkiew ponownie stanowi część jednej z letnich rezydencji patriarchów moskiewskich i całej Rusi. Proboszczem funkcjonującej przy niej parafii mianowano w 2011 zastępcę kanclerza Patriarchatu Moskiewskiego, archimandrytę Sawę (Tutunowa), od 2019 biskupa zielenogradzkiego.